# Ana Gonçalves
Ana Cláudia da Costa Gonçalves (3 de janeiro de 1993) é uma basquetebolista profissional angolana.

## Carreira
Ana Gonçalves integrou a Seleção Angolana de Basquetebol Feminino, em Londres 2012, que terminou na décima segunda colocação.